# Stadtprozelten (Stadtprozelten)
Stadtprozelten ist der Hauptort der Stadt Stadtprozelten im unterfränkischen Landkreis Miltenberg in Bayern.

## Geographie

### Lage
Der Ort liegt 215 m ü. NHN im Maintal am südlichen Rande des Spessarts zwischen Wertheim und Miltenberg.

### Nachbargemarkungen
Nachbargemarkungen im Uhrzeigersinn im Norden beginnend sind Neuenbuch, Hoher Berg, Breitenbrunn, Faulbach, Mondfeld, Dorfprozelten und Wildensee.

### Gewässer
An den Gemarkungsgrenzen münden der Neuenbuchergrund im Osten und der Sellbach im Süden jeweils von rechts in den Main. In der Nähe der Altstadt befindet sich der Lohbrunnen, dessen Quellwasser schon früher genutzt wurde.

## Geschichte
Stadtprozelten war eine Stadt im Landkreis Marktheidenfeld bis zu dessen Auflösung. Seit dem 1. Juli 1972 gehört Stadtprozelten zum Landkreis Miltenberg.

## Religion
Stadtprozelten ist katholisch geprägt. Die Pfarrei Mariä Himmelfahrt (Pfarreiengemeinschaft St. Nikolaus Süd-Spessart, Dorfprozelten) gehört zum Dekanat Miltenberg.